# Banca Popolare di Fondi
La Banca Popolare di Fondi è un istituto di credito italiano con sede a Fondi (LT).

## Storia
La Banca Popolare di Fondi è stata fondata a Fondi il 14 giugno 1891, a seguito dell'iniziativa di alcuni religiosi, artigiani e piccoli commercianti del posto, per un totale di 86 soci che sottoscrissero 1.032 azioni, costituendo un capitale di 26.832 lire.
Il primo presidente della banca fu l'arciprete mons. Massimiliano d'Ettorre quasi a sottolineare l'importanza che ricopriva la struttura religiosa.
A oltre un secolo dalla fondazione, potendo contare su una struttura molto radicata nel territorio, la Banca Popolare di Fondi ancora oggi si rivolge principalmente alle famiglie e alle piccole e medie imprese del territorio.
Oggi la banca annovera oltre 3.000 soci e 145 dipendenti in 20 filiali nelle province di Latina e Frosinone.